# Тайс, Донн
Донн Тайс (англ. Donn A. Tice; род. 12 июля 1959 года) — американский предприниматель и менеджер, председатель совета директоров (2010) и руководитель компании D.light Design (CEO, 2011), ставящей перед собой цель обеспечить доступ беднейших слоёв населения мира к солнечной электроэнергетике; руководитель Greenline Industries, Inc. (CEO, 2009); сооснователь и управляющий партнёр компании Sustainable Solutions (2006), член консультативного совета NanoBusiness Alliance и офицер Организации молодых президентов (англ. Young Presidents' Organization).
Тайс является экспертом рынка «основания пирамиды».

## Биография
Донн Тайс получил степень бакалавра по экономике в Университете Висконсин-Милуоки (англ. University of Wisconsin–Milwaukee), а также степень MBA в Мичиганском университете.
Тайс был главным операционным директором IDG Books; работал директором по продажам Oakland Tribune, директором по маркетингу и новым продуктам в Dreyer’s Grand Ice Cream; а также бренд-менеджером в Procter & Gamble (Folgers).
Был президентом и членом совета директоров Abracon Corporation, а также президентом и главным операционным директором (COO) HydraBaths, Inc.
С 1997 по 2002 годы Тайс являлся президентом компании Winterland; был членов совета директоров компании.
В течение шести лет работал в Holt & Associates.
С января 2003 по июль 2006 года Тайс руководил (CEO) компанией Nano-Tex, LLC.
Традиционная деловая карьера не устраивала Донна.
В один из дней он понял, что не хочет быть тем человеком, который спасает мир от пятен, и решил посвятить себя социальным проблемам.
В 2006 году Донн Тайс стал сооснователем компании Sustainable Solutions, и с тех пор выступает её управляющим партнёром.
В ноябре 2008 года Тайс присоединился к команде D.light Design в должности директора.
С января 2009 года Тайс руководит (CEO) компанией Greenline Industries, Inc.
В 2010 году Донн Тайс стал председателем совета директоров, а в марте 2011 года CEO D.light Design.
С тех пор компания развивается под его руководством.

## Награды и премии
В 2014 году Донн Тайс, Нед Тозун и Сэм Голдман, за свою работу в D.light Design, названы Фондом Шваба социальными предпринимателями года.

## Личная жизнь
Женат на Кристине Скерке (англ. Kristina Skierka), которая также работает в D.light Design.